# Jeff Pierce

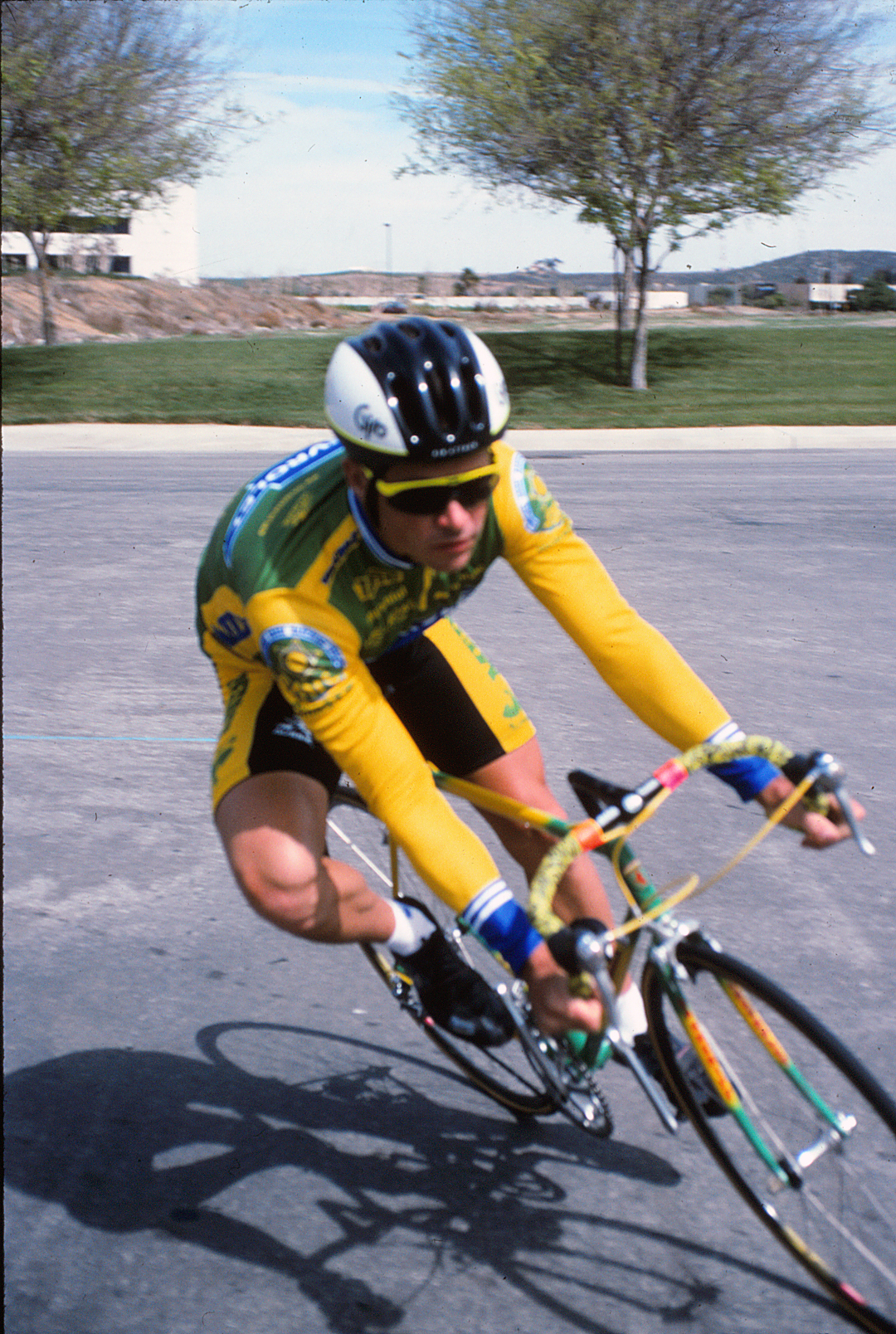
Jeff Pierce

Jeff Pierce (* 28. September 1958 in San Diego) ist ein ehemaliger US-amerikanischer Radrennfahrer und nationaler Meister im Radsport.

## Sportliche Laufbahn
Als Amateur gewann er das Eintagesrennen Nevada City Classic und die Berliner Etappenfahrt, sowie eine Etappe im Coors International Bicycle Classic. 1986 siegte er im Etappenrennen Tour de Bisbee, wobei er drei Etappen für sich entschied.
Von 1986 bis 1996 war er als Berufsfahrer in Radsportteams wie Schwinn und 7-Eleven aktiv. Sein bedeutendster sportlicher Erfolg war der Sieg auf der letzten Etappe der Tour de France 1987 in Paris. 
1987 gewann er die Texas-Rundfahrt und wurde Zweiter im Coors International Bicycle Classic hinter Raúl  Alcala. 1988 kamen Etappensiege im Coors International Bicycle Classic und 1989 in der Baskenland-Rundfahrt dazu.
1995 gewann er die nationale Meisterschaft im Zweier-Mannschaftsfahren mit Steve Hegg als Partner.
Die Tour de France fuhr er viermal. 1986 wurde er 80., 1987 88. und 1989 86. der Gesamtwertung, 1988 schied er aus. Im Giro d’Italia wurde er 1988 46., 1989 59. und 1990 113. des Endklassements.